# Teco-Werke
Die Teco-Werke G.m.b.H. waren ein deutscher Motorrad- und Automobilhersteller, der zwischen 1920 und 1926 in Stettin ansässig war.

## Motorräder
Ab 1920 wurden Fahrrad-Hilfsmotoren und Leichtmotorräder gebaut, die mit einem gegengesteuerten Einzylindermotor mit 148 cm³ Hubraum ausgestattet waren. 1924 wurde dieser durch eine oben gesteuerte Variante ersetzt. 1925 gab es ein Modell mit dem 348-cm³-Motor von Kühne.

## Automobile
Neben Motorrädern entstanden von 1924 bis 1925 Personenwagen, die mit 5/30-PS-Vierzylindermotoren ausgerüstet waren. Die oben gesteuerten Motoren wurden von Selve zugeliefert und leisteten 30 PS (22 kW) bei einem Hubraum von 1,3 l.